# Cladarodes
Cladarodes é um gênero de mariposa pertencente à família Acrolepiidae.